# وزارة المالية (كوريا الشمالية)
وزارة المالية (بالكوريَّة الشماليَّة:조선민주주의인민공화국 재정성) هي وزارة حكومية في كوريا الشمالية مسؤولة عن تخطيط وإدارة السياسات الاقتصادية لجمهورية كوريا الشعبية الديمقراطية. تناقش الوزارة الميزانية، وتضع السياسات الضريبية والاقتصادية، والسياسات المالية وخطط الإدارة المالية الوطنية، وتنظم الميزانيات، وتناقش خطط إدارة الأموال. وهي إدارة مسؤولة عن التنسيق وتنفيذ الميزانية والتمويل وإدارتها. تم تشكيلها في سبتمبر 1948.
الوزير الحالي هو كو جونغ بوم، وذلك منذ يناير 2021 م.